# Ammonios (Lehrer Plutarchs)
Ammonios (altgriechisch Ἀμμώνιος Ammṓnios, auch Markos Annios Ammonios, lateinisch Marcus Annius Ammonius; * wohl zwischen 5 und 20 n. Chr.; † um 80 oder 85 in Athen) war ein antiker Philosoph ägyptischer Herkunft, der in Athen lehrte. Er war Platoniker und lebte in der Epoche des Mittelplatonismus, dessen Rezeption der Lehren Platons sein Denken prägte. Bekannt ist Ammonios durch die Rolle, die er in Werken seines berühmten Schülers Plutarch spielt.

## Leben
Ammonios stammte aus Ägypten. Die Datierungen seiner Geburt schwanken zwischen ca. 5 n. Chr. und ca. 20 n. Chr. Möglicherweise erhielt er in Alexandria seine Ausbildung in platonischer Philosophie. Er übersiedelte nach Athen, wo er das Bürgerrecht erwarb und in den Demos Cholleidai aufgenommen wurde. In Athen war er als Philosophielehrer tätig war, aber nicht – wie man früher glaubte – als Leiter (Scholarch) der Platonischen Akademie. Seit dem Untergang der „Jüngeren Akademie“ und der von Antiochos von Askalon begründeten „Alten Akademie“ im 1. Jahrhundert v. Chr. gab es in Athen keine Akademie als Institution mehr, sondern nur noch einzelne Platoniker, die ihren Schülern Unterricht erteilten. Allerdings wurde der Begriff „Akademie“ weiterhin gegenwartsbezogen verwendet, wenn vom Studium platonischer Lehren die Rede war. Offenbar leitete Ammonios eine von ihm gegründete Privatschule.
Wohl im Jahr 67, während Kaiser Neros Aufenthalt in Griechenland, lernte Ammonios den römischen Senator Marcus Annius Afrinus kennen, der in diesem Jahr Suffektkonsul war. Afrinus, ein Wohltäter Athens, verschaffte ihm das römische Bürgerrecht. Daher nahm Ammonios das Praenomen und den Familiennamen seines Gönners an und nannte sich Markos Annios Ammonios (lateinisch Marcus Annius Ammonius).
Als Athener erfreute sich Ammonios bei seinen Mitbürgern hohen Ansehens. Dreimal übte er das prestigereiche Amt des Strategen der Hopliten aus, das für den jeweiligen Träger mit beträchtlichen Aufwendungen verbunden war.
Ammonios war verheiratet und hatte einen Sohn Thrasyllos und möglicherweise einen weiteren Sohn Ammonios. Thrasyllos erlangte schon zu Lebzeiten seines Vaters das sehr angesehene Amt eines Herolds des Areopags.
Die Hypothese, dass Plutarchs Lehrer Ammonios mit dem Schriftsteller Ammonios von Lamptrai zu identifizieren sei, wird in der neueren Forschung nicht mehr vertreten.

## Lehrtätigkeit
Von Werken des Ammonios ist nichts bekannt. Alle überlieferten Angaben zu seiner Lehrtätigkeit, die sich offenbar ausschließlich in Athen abspielte, stammen von seinem Schüler Plutarch, der ihn sehr verehrte. Plutarch erwähnt ihn öfters in seinen Schriften. Er lässt ihn in seinen Dialogen Über das E in Delphi und Über die erloschenen Orakel sowie in den Tischgesprächen als Gesprächsteilnehmer auftreten. In Über das E in Delphi ist Ammonios die Hauptperson. Auch in Über die erloschenen Orakel spielt er eine maßgebliche Rolle. In den Tischgesprächen überträgt ihm Plutarch die Darlegung von Auffassungen, die er selbst teilt. Eine weitere Schrift Plutarchs mit dem Titel Ammonios oder Über die Unverträglichkeit von Freude mit Schlechtigkeit ist nicht erhalten geblieben. Offenbar handelte es sich um einen Dialog, in dem Ammonios eine zentrale Funktion zukam.
Nach Plutarchs Darstellung war Ammonios als Lehrer vorbildlich. In den literarischen Dialogen seines Schülers tritt er als feinfühliger und kompetenter Diskussionsleiter auf, der anregende Gespräche führt und die Themen geschickt und umsichtig wählt. Nie behandelt er die jüngeren Gesprächsteilnehmer mit Herablassung oder Härte, vielmehr schätzt er ihren Eifer, auch wenn sie irren, und motiviert sie zum Vorbringen eigenständiger Gedanken. Neben der wissenschaftlichen Ausbildung legt er auch auf moralische Anleitung Gewicht. Aus Plutarchs Schilderungen geht hervor, dass Ammonios vielseitig interessiert war und über eine umfassende Bildung verfügte. Als Stratege prüfte er die jungen Männer, die Epheben, in Literatur, Geometrie, Rhetorik und Musik. Als Gesprächsteilnehmer in Plutarchs Werken behandelt Ammonios sachkundig Themen der Biologie, Mathematik, Physik, Sprache und Sprachgeschichte, Tanzkunst, Dichtkunst, Malerei, Astronomie und Religion.
Aus Plutarchs Angaben ist ersichtlich, dass sein Lehrer von pythagoreischem Gedankengut beeinflusst war. Plutarch wurde von Ammonios in die Mathematik, für die er sich als Jüngling begeisterte, und in die religiöse Dimension des Platonismus eingeführt.
In der Forschung wird meist angenommen, dass die Ansichten, die Ammonios als Dialogfigur bei Plutarch vorträgt, im Wesentlichen mit den Überzeugungen des historischen Philosophielehrers übereinstimmen, wenngleich nicht in jedem Detail. Besonders aufschlussreich ist Plutarchs Dialog Über das E in Delphi. Dort vertritt Ammonios neupythagoreische Lehren, darunter die Gleichsetzung des „Einen“, der höchsten Gottheit, mit Apollon, wobei der Name des Gottes in diesem Sinne etymologisch gedeutet wird; Apollon ist der oder das „Nichtviele“ (von a „nicht“, dem alpha privativum, und pollá „vieles“). Ammonios scheidet scharf zwischen der Welt des Werdens und Vergehens und der keiner Veränderung unterworfenen Welt des Unvergänglichen, Zeitlosen, die nach seiner Überzeugung der menschlichen Vernunft unzugänglich ist. Apollon ist „rein“, das heißt einheitlich, nicht zusammengesetzt. In gewisser Weise ist er in der Welt der vergänglichen Dinge anwesend und bewirkt dadurch deren Zusammenhalt, da sie von sich aus zur Selbstauflösung neigt. Die unablässigen Wandlungen der irdischen Verhältnisse fallen jedoch nicht in die Zuständigkeit der höchsten Gottheit, sondern in die eines untergeordneten Gottes oder Dämons, eines Demiurgen, der Pluton genannt wird. Pluton, in der griechischen Mythologie der Herrscher der Unterwelt, erscheint in Ammonios’ und Plutarchs Weltbild als Herr der Erde und der Naturvorgänge. Im Gegensatz zu Apollon, dem „Nichtvielen“, ist ihm die Vielfalt zugeordnet (sein Name bedeutet „der Reiche“), und Plutarch lässt Ammonios darauf hinweisen, dass Pluton „finster“ und – wie ein Vers aus Homers Ilias besagt – von allen Göttern den Sterblichen am meisten verhasst sei. Demnach sind die Menschen einer ihnen feindlichen Macht unterstellt.
In der umstrittenen Frage, ob der Weltschöpfungsbericht in Platons Dialog Timaios im Sinne eines zeitlichen Anfangs der Welt zu verstehen ist, bekannte sich Ammonios zu der Deutungsrichtung, der zufolge der Kosmos nach Platons Lehre und in Wirklichkeit ohne Anfang und Ende ist und sich beständig im Werden befindet. Demnach sind Platons Aussagen über die Schöpfung metaphorisch aufzufassen. Plutarch war anderer Meinung.

## Rezeption
Die antike Nachwelt war auf die verstreuten Angaben in den Werken Plutarchs angewiesen, da keine sonstigen Mitteilungen zeitgenössischer Quellen vorlagen. Der spätantike Philosoph Eunapios von Sardes stellte fest, es gebe zwar keine Lebensbeschreibung des Ammonios, doch könne man bei sorgfältiger Lektüre der Schriften Plutarchs die Einzelheiten sammeln und so einen Eindruck vom Leben dieses Denkers gewinnen.